# Gideon Patt
Gideon Patt (Jerusalén, Mandato Británico de Palestina, 22 de febrero de 1933 - 26 de abril de 2020) fue un expolítico israelí que ocupó varios cargos ministeriales entre finales de la década de 1970 y principios de la década de 1980.

## Biografía
Nació en Jerusalén en la época del Mandato Británico de Palestina. Patt sirvió en la brigada Nahal y estudió economía en la Universidad de Nueva York obteniendo una licenciatura.
En las elecciones de 1969 ocupó el puesto 27 en la lista Gahal pero perdió el asiento cuando la alianza ganó solo 26 escaños. Sin embargo entró en la Knéset el 29 de enero de 1970 para reemplazar al fallecido Aryeh Ben-Eliezer. Fue reelegido en 1973 y 1977 y fue designado ministro de vivienda y construcción. En enero de 1979 pasó a la cartera de comercio, industria y turismo.
Después de las elecciones de 1981, las carteras de comercio, industria y turismo se separaron, aunque Patt continuó manteniendo ambas hasta agosto de 1981 cuando abandonó el cargo de turismo.
Después de las elecciones de 1984 fue nombrado ministro de ciencia y desarrollo, y volvió a la consejería de turismo tras las elecciones de 1988. Aunque él conservó su escaño para las elecciones de 1992, el gobierno fue formado por los laboristas y Patt perdió su puesto en el gabinete. No fue reelegido en 1996.